# The Inbetweeners Movie

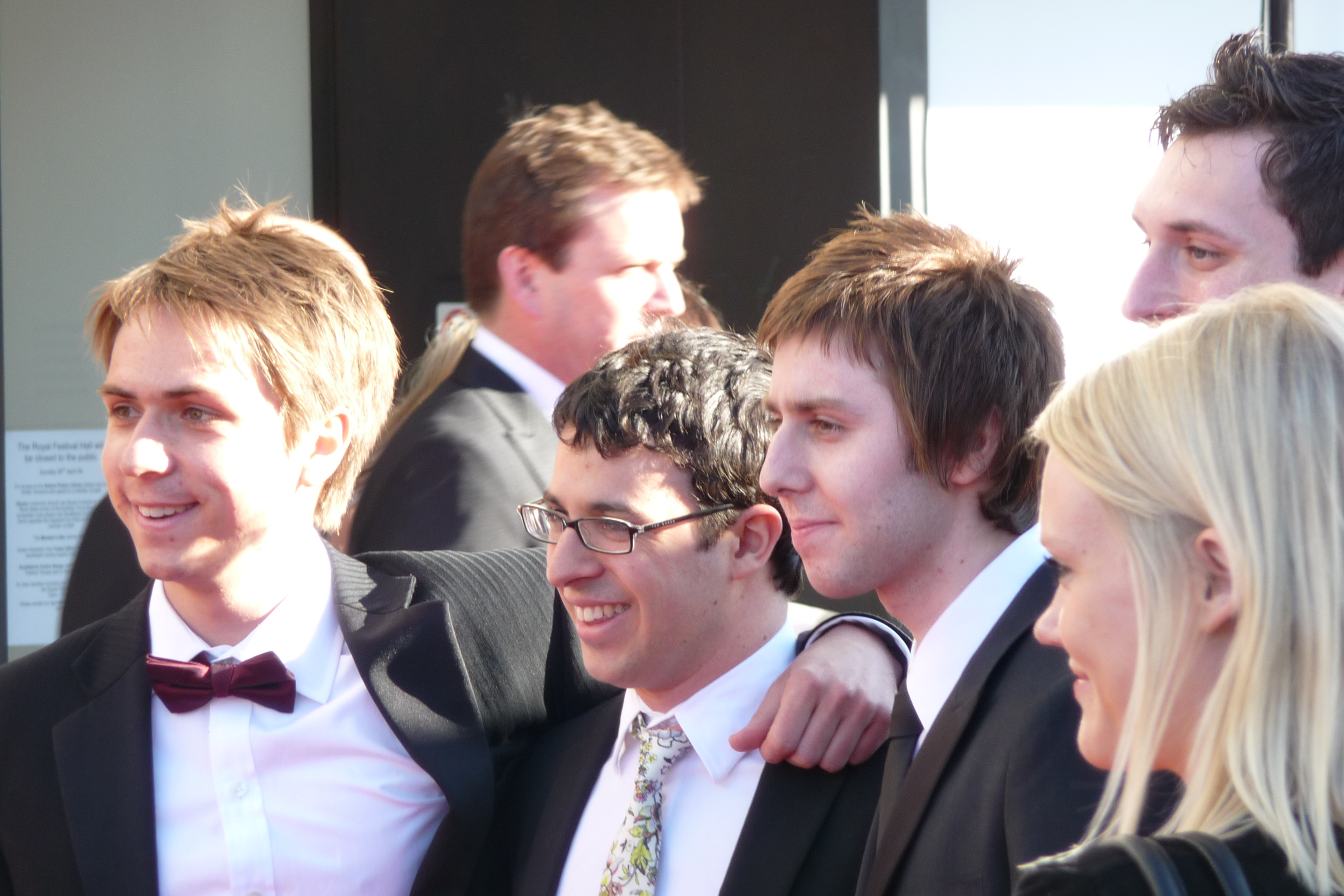
Cast van The Inbetweeners

The Inbetweeners Movie is een Britse komische coming of age-film uit 2011 in een regie van Ben Palmer. De film dient als afsluiter van de sitcom The Inbetweeners. Het verhaal speelt zich af in Kreta waar vier vrienden, net afgestudeerd aan de middelbare school, op reis zijn. Hoofdrollen worden gespeeld door Simon Bird, Joe Thomas, James Buckley and Blake Harrison. Een sequel staat gepland voor augustus 2014.

## Verhaal
De vrienden Will McKenzie, Simon Cooper, Jay Cartwright en Neil Sutherland hebben net hun middelbare school afgemaakt. Tijdens de laatste schoolweek sterft Jay's grootvader, wordt Simon gedumpt door zijn vriendin Carli en verneemt Will dat zijn vader is hertrouwd met zijn minnares.
De vier beslissen om op reis te gaan en vertrekken naar Malia op het Griekse Kreta. Eenmaal daar merken ze dat hun luxehotel niet meer is dan een vervallen appartementencomplex. Hun hotelkamer is smerig, er is maar een tweepersoonsbed, een sofa en een badkamer. Op hun weg naar het centrum ontmoeten ze de vervelende Richard die alleen op reis is en aandacht zoekt. Het viertal stapt een bar binnen waar ze even later vier meiden ontmoeten: Alison, Lucy, Lisa en Jane. De ontmoeting verloopt stroef: Will is een eerder intelligente nerd wat Alison verveelt, Simon kan tegen Lucy niet zwijgen over zijn ex Carli, Neil gaat dansen met Lisa en laat haar niet veel later staan voor twee oude dames, Jay geraakt niet verlost van de volslanke Jane.
De jongens ontmoeten de meisjes nog enkele keren opnieuw en groeien steeds dichter naar elkaar toe.

## Rolverdeling
| Acteur             | Personage       |
| ------------------ | --------------- |
| Simon Bird         | Will McKenzie   |
| James Buckley      | Jay Cartwright  |
| Blake Harrison     | Neil Sutherland |
| Joe Thomas         | Simon Cooper    |
| Emily Head         | Carli D'Amato   |
| Laura Haddock      | Alison          |
| Tamla Kari         | Lucy            |
| Jessica Knappett   | Lisa            |
| Lydia Rose Bewley  | Jane            |
| Theo James         | James           |
| Theo Barklem-Biggs | Richard         |